# Négritos
« Négritos » est une appellation controversée désignant des populations humaines qui vivent dans trois zones géographiques du sud-est asiatique : les îles Andaman, la péninsule Malaise (qui est partagée entre la Malaisie, la Thaïlande, et la Birmanie) et les Philippines. Ce terme employé par les Espagnols au XVIIe siècle signifie « petits noirs ». La désignation est reprise dans les récits de voyages, et par les officiers coloniaux de l'Asie du Sud-Est.
Ces populations descendent des premiers humains modernes arrivés dans la région voilà plus de 40 000 à 50 000 ans. La plupart des populations classées comme negritos partagent un ancêtre commun avec les Asiatiques de l'Est modernes et ont divergé il y a environ 40 000 ans, conformément au modèle de dispersion du sud. Vivant initialement de la chasse et de la cueillette, elles se sont mêlées à des populations bengalies, môn-khmer ou austronésiennes arrivées plus tardivement dans la région ; certaines populations négritos sont alors devenues agricultrices et ont adopté les langues des nouveaux arrivants.
Les ressemblances physiques entre les différents groupes désignés comme negritos sont des convergences adaptatives morphologiques, car ces communautés ne sont apparentées d'un point de vue génétique que de façon très vague et ancienne, indice probable de vagues de migrations distinctes.

## Populations
Les populations référencées sont :

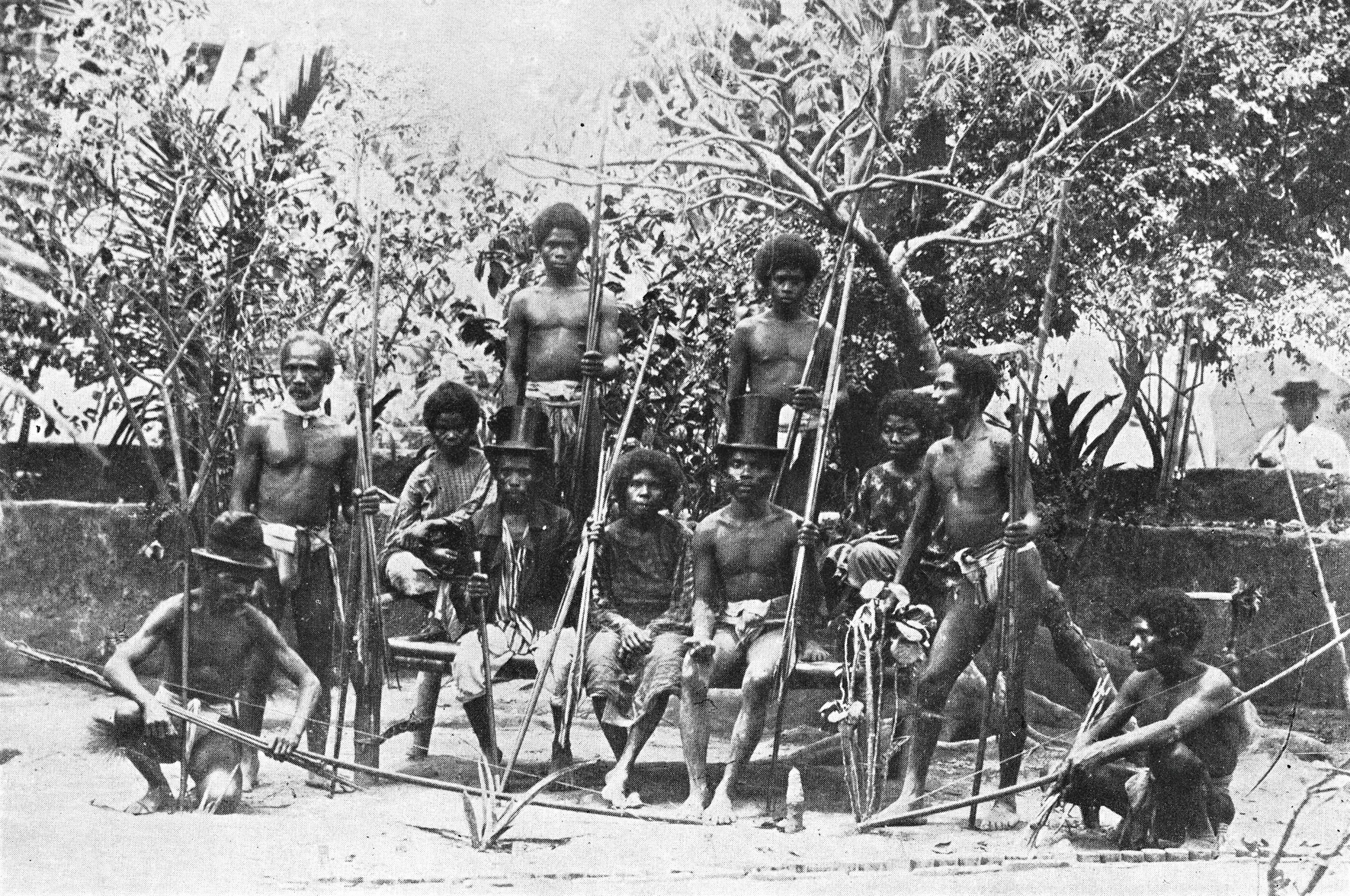
Négritos des Philippines, vers 1899.

- les Andamanais autochtones (Grands-Andamans, Jarawa, Onge, Sentinelles) ;
- les negritos de la péninsule Malaise, comme les Semang (en) ou les Senoï (Orang Asli), ou les Mani de Thaïlande ou Kensiu (Maniq) ;
- les Aetas (île de Luçon), Ati (île de Panay), Batak, Agta, Sambal, Mamanwa : entre 25 et 34 groupes aux Philippines[6].

## Mode de vie
Au milieu du XXe siècle, la plupart des negritos étaient encore nomades et chasseurs-cueilleurs. Ainsi, les Semang de Malaisie se fabriquaient alors des vêtements à partir d'écorce d'arbres abattus et vivaient aussi bien dans des grottes que sous des abris de feuillage. Cependant, un nombre croissant sont devenus des agriculteurs sous l'influence des populations qui les ont progressivement entourés, en particulier les austronésiens pour les deux zones des Philippines et de la péninsule Malaise.
Les Andamanais connaissaient le feu, mais ne le produisaient pas avant l'arrivée de populations allochtones.
Au début du XXIe siècle, la plupart des negritos sont sédentarisés, intégrés dans le processus de mondialisation et vivent de travail et d'échanges, comme les populations environnantes, même si les anciens connaissent encore, et parfois transmettent, les connaissances permettant la survie en milieu naturel hostile.

## Langues
Seuls les Andamanais indigènes des îles Andaman ont conservé leurs langues d'origine, qui leur sont propres. Cela peut s'expliquer par le caractère assez récent de leur contact avec d'autres populations : il remonte pour l'essentiel au XIXe siècle.
Les negritos des Philippines et de la péninsule Malaise ont généralement été acculturés par leurs voisins de façon bien plus ancienne, et parlent aujourd'hui des langues austronésiennes (Aeta et Ati des Philippines), ou des langues môn-khmer (Semang et Senoï de Malaisie). On trouve cependant dans ces langues certains termes sans étymologie austroasiatique ni austronésienne connue. Ils sont l'indice d'un substrat linguistique antérieur aux langues actuellement parlées.
Certaines langues de ces populations sont en danger. Aux Philippines où, par acculturation et dispersion, les negritos ne sont plus que 15 000 contre 35 000 au début du XXe siècle, quatre de leurs langues sont éteintes (sur un total d'une trentaine) et les autres sont menacées.

## Menaces
Les populations de negritos sont aujourd'hui extrêmement menacées par l'acculturation, les maladies et l'invasion de leurs terres traditionnelles par les populations avoisinantes.

## Description physique

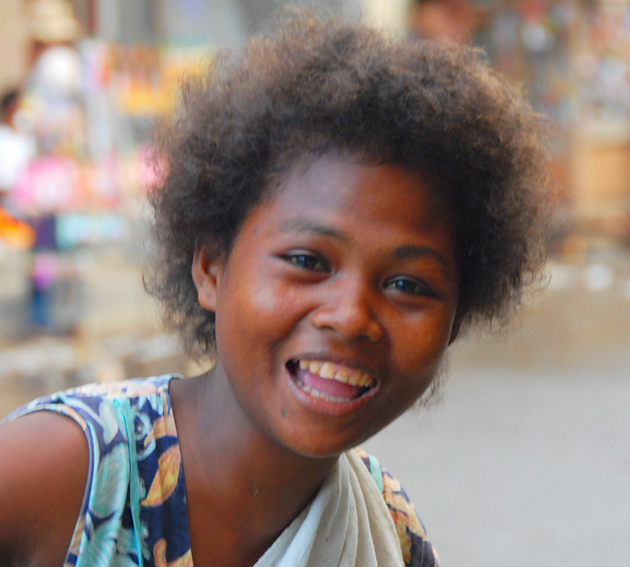
Jeune femme ati des Philippines.

Le phénotype des negritos des Philippines a évolué en se spécialisant. Ils ont une petite taille, très probablement par adaptation à la forêt humide tropicale et peut-être aussi, dans les îles, par nanisme insulaire. Comme les Pygmées, les negritos sont parmi les peuples les plus petits de l'humanité, en nombre comme en taille, et les moins connus.

## Origines et génétique
Les negritos sont probablement les plus anciens habitants indigènes Homo sapiens de l'Asie du Sud-Est.
L'installation de ces groupes dans la région remonte en effet au moins à 40 000 ans, voire 50 000 ou 60 000 ans, et leur diversité génétique implique des migrations distinctes de groupes en provenance d'une région plus occidentale (probablement le pourtour de l'océan Indien) à des moments différents de la préhistoire. La plupart des negritos sont génétiquement plus proches des Asiatiques de l'Est modernes (comme les Chinois Han) que de tout autre groupe, tandis que d'autres, en particulier les groupes negrito des Philippines, sont plus proches des Australo-Mélanésiens. Les negritos malaisiens (Semang) sont plus proches des Asiatiques de l'Est que des negritos philippins Aeta. Les anthropologues supposent que ces populations partagent un ancêtre commun utilisant la voie de dispersion du sud et divergeant ensuite en Asie du Sud et du Sud-Est.
Selon une étude publiée en 2015, la population actuelle de l'Inde pourrait être en grande partie issue d'un mélange assez récent, datant de quelques millénaires seulement, entre une ancienne population autochtone de l'Inde, génétiquement proche des Onges des Iles Andaman, et d'une population eurasienne originaire de l'ouest et dite « caucasienne », arrivée plus tardivement par le nord-ouest de l'Inde. Dans le mélange les populations du sud de l'Inde sont restées un peu plus proches des Andamanais tandis que les populations du nord de l'Inde sont un peu plus proches des eurasiens de l'ouest.
Les negritos sont parfois inclus dans l'ensemble plus vaste des « veddoïdes », mais ce regroupement est discuté. Ce qui est unanimement admis, c'est que le phénotype « à peau noire, nez épaté, lèvres charnues et cheveux crépus » était, il y a 50 000 à 70 000 ans, présent de l'Afrique à l'Australie tout autour de l'Océan Indien, et, selon des études génétiques, que les Asiatiques modernes descendent au moins en partie de ces populations anciennes, le changement de type physique intervenant au fur et à mesure que la fin de la glaciation de Würm ouvrait aux humains de nouveaux territoires au nord de la chaîne de l'Himalaya.
Si les communautés de negrito diffèrent génétiquement les unes des autres, chaque groupe negrito possède un génome très homogène d'ADN mitochondrial (mtDNA), indice d'un isolement de longue date. Leur ADN mitochondrial sert donc de base pour l'étude des dérives génétiques.

### Cas des Andamanais

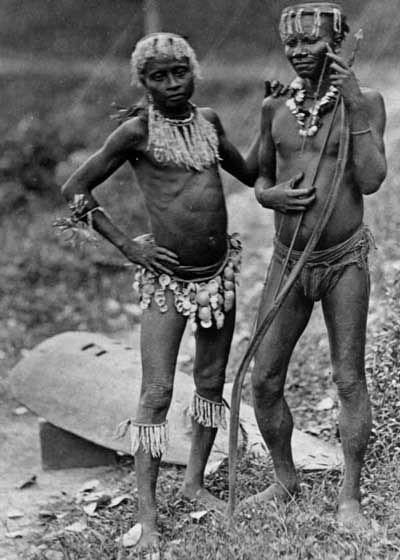
Deux Andamanais en 1875

Les Andamanais semblent être la population humaine, résiduelle, la plus occidentale et la plus isolée génétiquement de toutes les autres vivant actuellement : elle est possiblement issue d'une vague de migration antérieure à celle des autres negritos.
« Des études récentes de l'ADN mitochondrial […] donnent à penser que les Andamanais sont plus étroitement liés à d'autres [populations] asiatiques qu'aux Africains modernes ». Cela pourrait s'expliquer par un changement de type physique chez les anciens Asiatiques, dont le phénotype initial, proche des Africains, aurait évolué par mutation et mélanges vers les types physiques asiatiques actuels : si c'est bien le cas, le type physique negrito est un caractère ancestral conservé qui n'exprime pas d'apparentement récent aux populations africaines modernes. L'ADN maternel des Andamanais porte des caractères génétiques dérivés (apomorphie) qui montrent aussi qu'ils dérivent, comme les asiatiques modernes, non d'une parenté récente avec les Africains, mais d'une très ancienne vague d'immigrants Homo sapiens africains.

### Philippines
Des conclusions similaires existent pour les negritos philippins, probablement en raison d'une part d'origines anciennes différentes, et d'autre part de mélanges partiels plus récents avec d'autres populations asiatiques ou austronésiennes. Ainsi, dans un échantillon de plus de 1 000 personnes choisies parmi les Aeta de Luçon, les Mamanwas de Mindanao et 4 autres groupes negrito des Philippines, on a trouvé que si cinq des six groupes étudiés peuvent être considérés comme formant un même groupe génétiquement proche des autres populations d'Asie du Sud-Est, ce n'est pas le cas des Mamanwa, plus proches des Aborigènes d'Australie et des habitants de la Nouvelle-Guinée. L'absence chez les Aeta (et chez les groupes apparentés) de marqueurs génétiques présents chez les Mamanwa suggère que ces deux groupes dits negritos proviennent en fait de migrations différentes. Pour Sabino G. Padilla Jr du Département des sciences du comportement de l'université des Philippines (Manille) ;  « Le terme negrito et son utilisation ont été critiqués pour leur manque de sensibilité culturelle et leur attachement aux catégories raciales [du passé colonial des Philippines]. ».